# Pływanie na otwartym akwenie na Mistrzostwach Świata w Pływaniu 2013 – zespół
Wyścig drużynowy 3 x 5 km – jedna z konkurencji rozgrywanych podczas Mistrzostw Świata w Pływaniu 2013 w ramach pływania na otwartym akwenie. Zawody zostały rozegrane 25 lipca.
Do rywalizacji zgłoszonych zostało 66 zawodników z 22 państw.
Zwycięzcą konkurencji zostały Niemcy. Drugie miejsc zajęła reprezentacja Grecji, a trzecie przypadło Brazylijczykom.

## Wyniki
| Miejsce | Zawodnicy                                                  | Państwo           | Czas      |
| ------- | ---------------------------------------------------------- | ----------------- | --------- |
| 01 !    | Thomas Lurz Christian Reichert Isabelle Härle              | Niemcy            | 52:54.9   |
| 02 !    | Antonios Fokaidis Spyridon Gianniotis Kalliopi Araouzou    | Grecja            | 54:03.3   |
| 03 !    | Allan do Carmo Samuel de Bona Poliana Okimoto              | Brazylia          | 54:03.5   |
| 4.      | Jarrod Poort Simon Huitenga Melissa Gorman                 | Australia         | 54:16.1   |
| 5.      | Luca Ferretti Simone Ercoli Rachele Bruni                  | Włochy            | 54:34.0   |
| 6.      | Andrew Gemmell Sean Ryan Haley Anderson                    | Stany Zjednoczone | 54:44.7   |
| 7.      | Damien Cattin-Vidal Bertrand Venturi Aurelie Muller        | Francja           | 55:26.3   |
| 8.      | Jewgienij Drattsew Siergiej Bołszakow Elizawieta Gorszkowa | Rosja             | 56:08.7   |
| 9.      | Márk Papp Anna Olasz Éva Risztov                           | Węgry             | 56:09.4   |
| 10.     | Phillip Ryan Kane Radford Cara Baker                       | Nowa Zelandia     | 56:12.0   |
| 11.     | Daniel Marais Chad Ho Kyna Pereira                         | Południowa Afryka | 56:34.7   |
| 12.     | Eric Hedlin Philippe Guertin Zsofia Balazs                 | Kanada            | 57:13.7   |
| 13.     | Yuto Kobayashi Yasunari Hirai Yumi Kida                    | Japonia           | 58:00.0   |
| 14.     | Weng Jingwei Han Lidu Cao Shiyue                           | Chiny             | 58:02.6   |
| 15.     | Guillermo Bertola Martin Carrizo Florencia Mazzei          | Argentyna         | 58:12.0   |
| 16.     | Miguel Hernández Iván López Lizeth Rueda                   | Meksyk            | 58:17.7   |
| 17.     | Johndry Segovia Luis Bolanos Florencia Melo                | Wenezuela         | 58:59.9   |
| 18.     | Seifeddine Sghaier Badr Chebchoub Maroua Mathlouthi        | Tunezja           | 59:19.4   |
| 19.     | Witalij Chudiakow Vladimir Tolikin Xeniya Romanchuk        | Kazachstan        | 1:00:15.8 |
| 20.     | Ivan Enderica Ochoa Santiago Enderica Katia Barros         | Ekwador           | 1:00:32.6 |
| 21.     | Youssef Hossameldeen Adel Ragab Laila El Basiouny          | Egipt             | 1:01:02.2 |
| 22.     | Ching Leung Sunny Poon Li Chun Hong Fiona On Yi Chan       | Hongkong          | 1:05:26.9 |